# جکسن (تنسی)
جکسن(به انگلیسی: Jackson) شهری در ایالت تنسی کشور ایالات متحده آمریکا است که جمعیت آن در سرشماری سال ۲۰۱۰ میلادی، ۶۵٬۲۱۱ نفر بوده‌است.

## نگارخانه

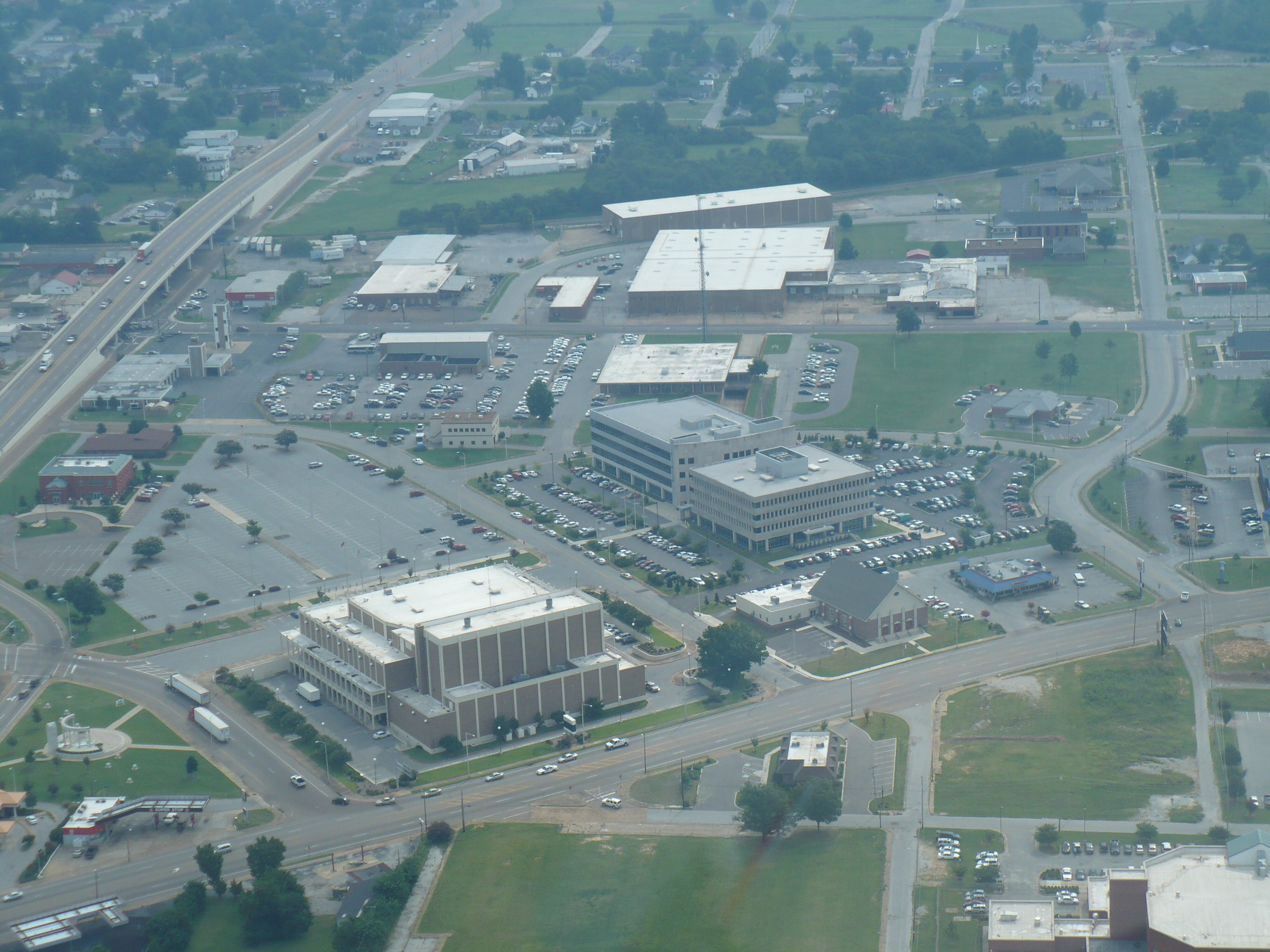
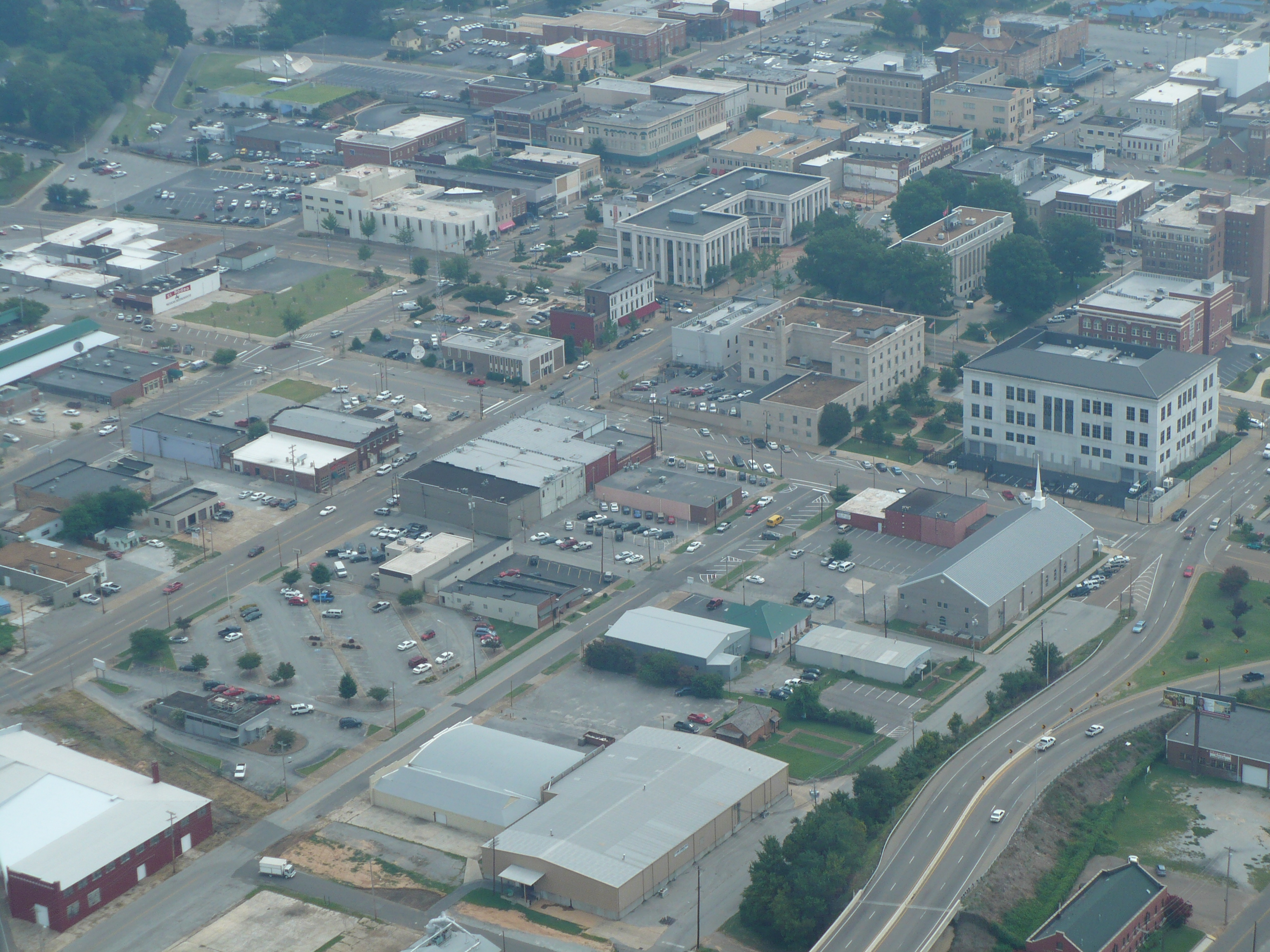